# Max Kayser (Politiker)

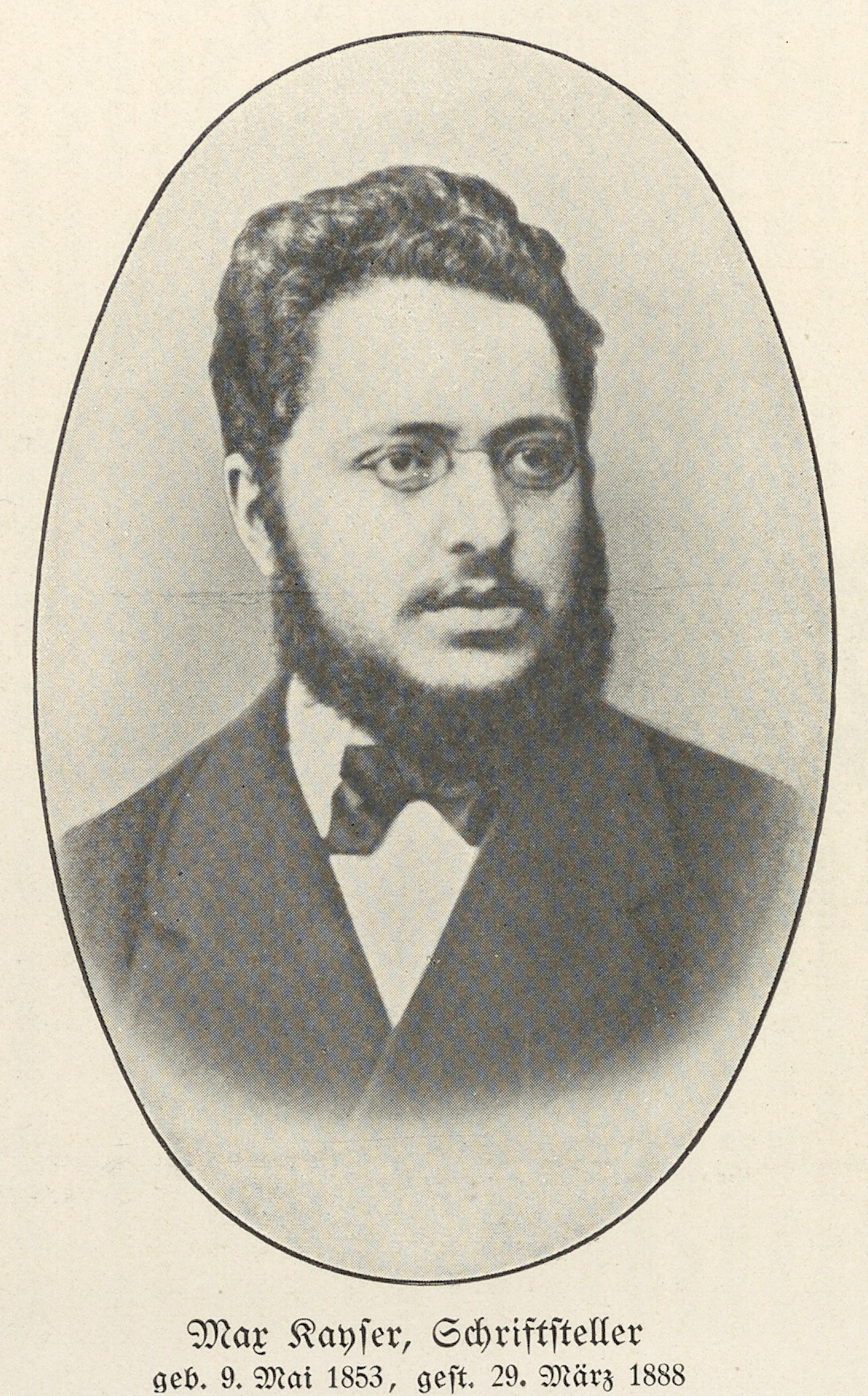
Max Kayser

Max Kayser (* 9. Mai 1853 in Tarnowitz, Provinz Schlesien; † 29. März 1888 in Breslau, Provinz Schlesien) war Redakteur und sozialdemokratischer Politiker.

## Leben
Kayser stammte aus einer jüdischen Familie. Nach dem Besuch des Gymnasiums wurde er Handlungsgehilfe. In diesem Beruf war er bis 1871 tätig. Er war Mitglied im Vorstand kaufmännischer Vereine in Breslau. In Berlin besuchte er nebenher öffentliche nationalökonomische Vorlesungen an der Universität von Eugen Dühring und Adolph Wagner.  Er wurde Mitglied der SDAP. Aktiv war er dort ab 1871. Zwischen 1871 und 1873 war er Vorstandsmitglied des „Demokratischen Arbeitervereins“ und des „Demokratischen Vereins“ in Berlin. In dieser Zeit war er auch Redakteur der „Demokratischen Zeitung“. Er war Mitglied der Internationalen Arbeiterassoziation. In den Jahren 1873 und 1874 arbeitete Kayser als bezahlter Agitator für die SDAP und war kurze Zeit Redakteur von sozialdemokratischen Zeitungen in Mainz, Chemnitz und Leipzig. Von 1874 bis zum Verbot der Zeitung war er Redakteur des „Dresdner Volksboten“ bzw. der „Dresdner Volkszeitung“. Danach schrieb er für verschiedene sozialdemokratische Blätter, die auf Grund des Sozialistengesetzes nach kurzer Zeit verboten wurden. Zwischen 1880 und 1887 war Kayser Mitinhaber eines Tabak- und Zigarrengeschäfts in Dresden, ehe er schwer erkrankte.
Von 1878 bis 1887 war er Abgeordneter des Reichstages. Während des Sozialistengesetzes wurde er zwischen 1881 und 1884 aus politischen Gründen aus vielen deutschen Städten und Gemeinden ausgewiesen. Zeitweise konnte er keine Wohnung finden und übernachtete in Eisenbahnwagen. In zahlreichen Prozessen wurde Kayser wegen Vergehen gegen das Presserecht zu insgesamt 18 ½ Monaten Gefängnis verurteilt.

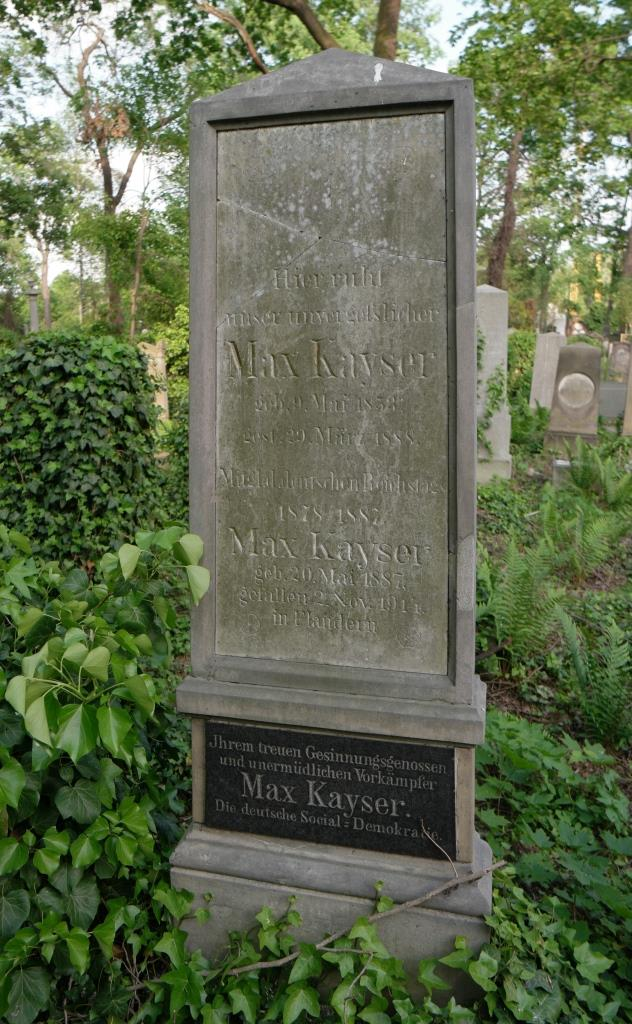
Grab von Max Kayser auf dem Alten Jüdischen Friedhof in Breslau

Innerhalb der sozialdemokratischen Reichstagsfraktion stand Kayser damals am weitesten rechts. Karl Marx und Friedrich Engels wandten sich im „Zirkularbrief an Bebel, Liebknecht, Bracke u. a.“ gegen Max Kaysers Verhalten im Reichstag. Er stimmte als einziger Sozialdemokrat im Reichstag für „Schutzzölle“, die er damit begründete, dass sie zwar die Arbeitslosigkeit nicht beseitigen, aber wenigstens teilweise mildern. Kayser kritisierte die Liberalen wegen ihres mangelnden Verständnisses für soziale Frage scharf. Privatversicherungen lehnte Kayser grundsätzlich ab, weil er meinte, Einzelne sollten nicht am Unglück anderer profitieren, und er plädierte daher für staatliche Versicherungen. Als Abgeordneter bekämpfte er das Sozialistengesetz. Seiner parlamentarischen Intervention hatte es Johann Heinrich Wilhelm Dietz zu verdanken, dass der Reichstag einstimmig dessen Haftentlassung beschloss.
Nach einem schweren Kehlkopfleiden starb Kayser in Breslau. Überwacht von der Polizei gaben ihm zu seiner Beerdigung mehr als 3000 Personen das letzte Geleit, darunter August Bebel und Paul Singer. Begraben ist Kayser auf dem jüdischen Friedhof in Breslau.
Sein Bruder war der Arzt Richard Kayser (geb. 13. Mai 1854 in Tarnowitz). Sein Schwager war August Kaden. Er hatte einen Sohn, der auch Max Kayser (1887–1914) hieß.

### Teilnahme an Parteitagen
Kayser war Delegierter auf dem Gothaer Vereinigungskongress vom 22. bis 27. Mai 1875. Er vertrat dort 395 Parteimitglieder aus Dresden und Pirna. Auf dem folgenden Parteitag in Gotha vom 19. bis 23. August 1876 beauftragten ihn wieder die beiden Orte des Vorjahres, wie auch 1877. Kayser war auch zum Kopenhagener Parteikongress delegiert, der vom 29. März bis zum 2. April 1883 tagte. Auf dem Parteikongress in St. Gallen im Oktober 1887 war er Delegierter.

### Ehrung
- Laut Ratsbeschluss der Stadt Dresden vom 15. August 1962 wurde die Keppgrundstraße umbenannt in Max-Kayser-Straße. Aber 1991 wurde diese Namensgebung auf Beschluss des Stadtrates wieder rückgängig gemacht.[23]

## Veröffentlichungen

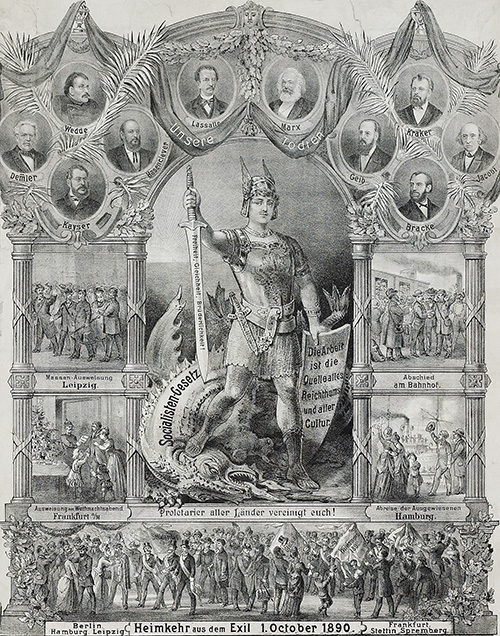
Plakat zur Aufhebung des Sozialistengesetzes 1890. Ehrung der Verstorbenen. Max Kayser links oben.

- anonym: Bergmanns Fluch. I. Bericht über den Delegirtentag Sächsischer Berg- und Hüttenarbeiter. Abgehalten zu Zwickau am 20. September 1874. Verlag der Genossenschaftsbuchdruckerei, Leipzig 1875.[24] Digitalisat
- Der achtzehnte März. Eine historische Skizze. Klemich, Dresden 1878.[25]
- Rede des Reichstagsabgeordneten Kayser über das Neue Sozialisten-Gesetz. Separat-Abdruck der zweiten Berathung des Gesetzentwurfes, betr. Verlängerung des Gesetzes gegen die gemeingefährlichen Bestrebungen der Sozialdemokratie, am 19. April 1880. Selbstverlag, Dresden 1880.
- Rede des Abgeordneten Kayser zum Antrag Seydewitz und Genossen, die Abänderung der Gewerbe-Ordnung betreffend. Aus die amtlichen stenographischen Berichte des Reichstagssitzung vom 17. März 1880. Zumbusch, Dresden 1880.
- Zur Haftpflichterweiterung. Rede des Abgeordneten Kayser gehalten in der Reichstagssitzung vom 19. Januar 1882. (Aus dem amtlichen stenographischen Bericht.) J. Auer, Schwerin 1882.
- Reden der Abgeordneten Kayser und Bebel in der 14. Sitzung des Reichstages am 10. Dezember 1885 über den Antrag von Helldorf und Genossen die Verlängerung der Legislatur-Perioden des Reichstages von 3 auf 5 Jahre betreffend und der Antrag der social-demokratischen Fraktion des Reichstages, die Verkürzung der Legislatur Perioden von 3 auf 2 Jahre betreffend. Grillenberger, Nürnberg 1885.
- Aus dem Reichstage. Rede des Reichstags-Abgeordneten M. Kayser zu dem Gesetzentwurfe betreffend die Abänderung der Gewerbe-Ordnung vom 1. Juli 1883 (Vereinsrecht, Verrufserklärungen etc.) gehalten am 15. Dezember 1886. Rede des Reichstags-Abgeordneten W. Hasenclever bei der Zweiten Lesung der Militär-Vorlage, gehalten am 12. Januar 1887. Nach den amtlichen stenographischen Berichten. Druck und Verlag von Wörlein & Comp., Nürnberg 1887.